# PetaBox

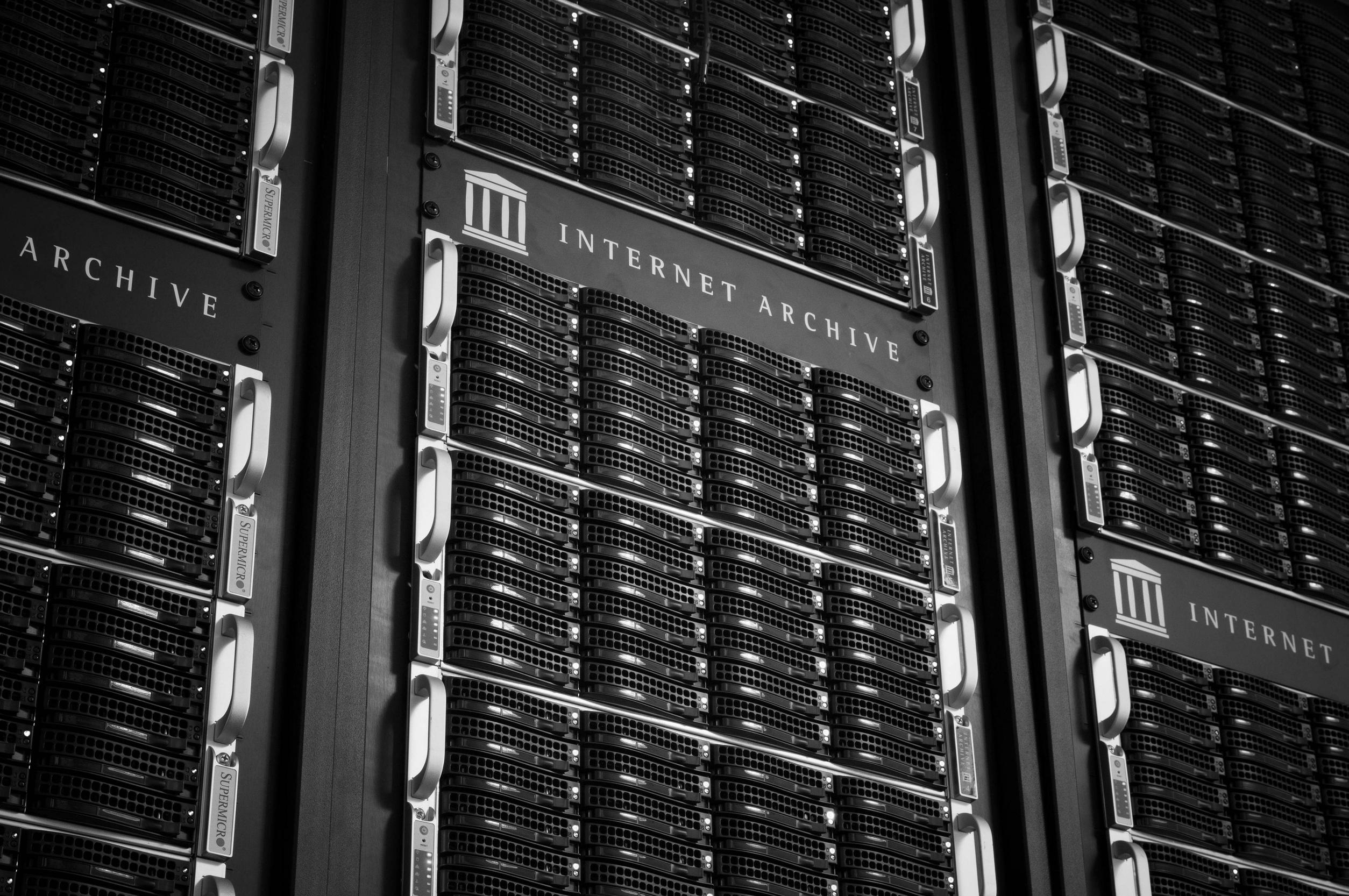
PetaBox

PetaBoxは、Capricorn Technologiesのストレージラック。インターネットアーカイブとCR Saikleyのスタッフによって、1PBの情報を保存、処理するように設計された。

## 仕様
- 容量:1.4PB/ラック
- 消費電力:3kW/PB
- 空調設備がないため、余熱を利用して建物を暖めている。

## 設計履歴
インターネットアーカイブのスタッフによってカスタムデザインされたこのPetaBoxらは、元々1PBの情報を安全に保存、処理するために作成された。目標と設計ポイントは次のとおり。
- ラックあたり6kW、ストレージクラスター全体で60kWの低消費電力
- ラックあたり100TB以上の処理能力
- データを処理するためのローカル コンピューティング (800 台のローエンド PC)
- マルチOS対応、 Linuxを標準にする
- コロケーションセンター（英語版）と親しくある
- 20x8x8の輸送コンテナで輸送できること
- 1PBあたり1人のシステムアドミニストレータでメンテナンスささせる
- ディスクミラーリング（英語版）を自動化すること
- スケーリングが容易であること
- 安価な設計とストレージ

## 歴史
最初の100TB分のラックは2004年6月にユーロピアンアーカイブで運用を開始した。しかし、間もなく更なる容量を必要としたため、同年、80TB分のラックをサンフランシスコで稼働させた。その後、インターネットアーカイブはPetaBoxの生産をCapricorn Technologiesに分社化した。
2004年から2007年にかけて、CapricornはインターネットアーカイブによるPetaBoxを、主要な学術機関、デジタル保存主義者、政府機関、高性能計算および主要な研究サイト、医用画像処理プロバイダー、電子図書館、クラウドコンピューティングサイトなどに展開させた。2007年時点で、インターネットアーカイブのデータセンターには、約3PB分のPetaBoxが収容されていた。
ちなみに、ウェイバックマシンにはウェブサイトだけで57PBの情報が含まれており、本、音楽、ビデオを含めるとさらに42PBの情報が含まれ、Unique Dataにはさらに 99PBの情報が含まれているため、合算すると、これまでウェイバックマシンでは合計で212PB分のデータを集積している。